# برزرز
برَزِرز یا برازرز (به انگلیسی: Brazzers) یک شرکت تولید فیلم‌های پورنوگرافی واقع در مونترآل کانادا می‌باشد، که محتوای هاردکور ارائه می‌دهد. شعار این وبسایت «برترین وبسایت پورنوگرافی اچ‌دی» است.

## تاریخچه
برزرز در سال ۲۰۰۵ توسط گروهی از سرمایه‌گذاران مونترال تأسیس شد. برزرز به عنوان یکی از زیرمجموعه‌های وبسایت «مانسِف» شروع به کار کرد. این شرکت در سال ۲۰۱۰ مانسف توسط «فابین تویلمن» خریداری شد و نام آن به «مانوین» تغییر پیدا کرد. در سال ۲۰۱۲ تویلمن به دلیل فرار از مالیات از بلژیک به آلمان مهاجرت کرد.
در سال ۲۰۱۳، تویلمن شرکت ماینوین و زیرمجموعه‌هایش (از جمله برزرز) را تماماً به یک گروه مدیریتی به نام مایندگیک با مدیریت فراس آنتون و سرمایه‌گذاری دیوید تاسیلو فروخت.

## جوایز
- ۲۰۰۹: جایزه ای‌وی‌ان – بهترین وب‌سایت بزرگ‌سالان (Best Adult Website)[۸]
- ۲۰۰۹: جایزه ای‌وی‌ان – بهترین کمپانی جدید تولید ویدیو (Best New Video Production Company)[نیازمند منبع]
- ۲۰۰۹: جایزه ای‌وی‌ان – Best Big Bust Release (Big Tits at School)[نیازمند منبع]
- ۲۰۰۹: جایزه ایکس‌بیز – Affiliate Program of the Year[۹]
- ۲۰۱۰: جایزه ای‌وی‌ان – Best Big Bust Series (Big Tits at School)[۱۰]
- ۲۰۱۱: جایزه ای‌وی‌ان – Best Membership Site Network[۱۱]
- ۲۰۱۱: جایزه ای‌وی‌ان – Best Big Bust Series (Big Tits at School)[۱۱]
- ۲۰۱۱: جایزه ای‌وی‌ان – Best Vignette Release (Pornstar Punishment)[۱۲]
- ۲۰۱۲: جایزه ای‌وی‌ان – Best Big Bust Series[۱۳]
- ۲۰۱۲: جایزه ای‌وی‌ان – Best Membership Website[۱۳]
- ۲۰۱۳: نامزد جایزه ایکس‌بیز – Vignette Release of the Year (Big Tits in Sports Vol 9 and Day With a Pornstar); Vignette Series of the Year (Big Tits in Sports and MILFs Like it Big); All-Girl Series of the Year (Hot and Mean)[۱۴]
- ۲۰۱۴: جایزه ایکس‌بیز – Studio Site of the Year (Brazzers.com)[۱۵]
- ۲۰۱۵ جایزه ایکس‌بیز – Adult Site of the Year – Multi-Genre (Brazzers.com)[۱۶]
- ۲۰۱۶: جایزه ایکس‌بیز – Adult Site of the Year – Video (Brazzers.com)[۱۶]
- ۲۰۱۶: جایزه ای‌وی‌ان – Best Foreign Feature - The Doctor
- ۲۰۱۶: جایزه ای‌وی‌ان – Best Director (Foreign Feature) - Dick Bush, The Doctor
- ۲۰۱۶: جایزه ای‌وی‌ان – Best Sex Scene in a Foreign-shot Production - Victoria Summers & Danny D. , The Doctor
- ۲۰۱۷: جایزه ای‌وی‌ان – Best Art Direction for Storm of Kings[۱۶]
- ۲۰۱۸: جایزه ای‌وی‌ان – Best Membership Site Network[۱۷]
- ۲۰۱۹: جایزه ای‌وی‌ان - Marketing Campaign of the Year for Brazzers House[۱۸]